# Steventon (Hampshire)
Steventon is een klein  civil parish in Hampshire, in het Verenigd Koninkrijk. Bij de volkstelling van 2001 bleken er 219 mensen te wonen. Steventon ligt ten noordwesten van de stad Basingstoke, en in de nabijheid van de dorpen Overton, Oakley en North Waltham.
Steventon wordt voor het eerst vermeld in het Domesday Book (1086). Steventon is vooral bekend als geboorteplaats van de schrijfster Jane Austen, die er van 1775 tot 1801 woonde. Tot dat jaar was haar vader George Austen de predikant (rector) van het dorp. Hij werd opgevolgd door zijn zoon James Austen, de oudste broer van Jane. De pastorie waar Jane geboren werd is verdwenen. Jane werd gedoopt in de kerk van het dorp, St Nicholas, die dateert uit de 12e eeuw. Haar grootmoeder, haar oudste broer James en diens eerste en tweede vrouw en haar neef William Knight zijn er begraven.

## Geboren
- Jane Austen (1775-1817), schrijfster